# Nnewi
Nnewi es una ciudad de Nigeria, situada en el sur del país, en el estado de Anambra.  Es la segunda ciudad más poblada de dicho estado, con 391.227 habitantes según el censo de 2006 (cifra aproximada). Su área metropolitana acoge a una población estimada en 2'5 millones de habitantes.
El 24 de diciembre de 2015 una explosión de un camión de gas provocó alrededor de un centenar de muertos.